# 莱斯特雷许尔
莱斯特雷许尔（法語：L'Estréchure，法語發音：[lɛstʁeʃyʁ]）是法国加尔省的一个市镇，位于该省西北部，属于勒维冈区。

## 地理
莱斯特雷许尔（44°6'30"N, 3°46'59"E）面积19.34 平方千米，位于法国奧克西塔尼大區加尔省，该省份为法国南部沿海省份，南端濒地中海，北起顺时针与阿尔代什省、沃克吕兹省、罗讷河口省、埃罗省、阿韦龙省和洛泽尔省接壤。
与莱斯特雷许尔接壤的市镇（或旧市镇、城区）包括：佩罗勒、莱普朗捷、索马讷、苏多尔格、法兰西谷地穆瓦萨克、瓦勒代古阿勒。

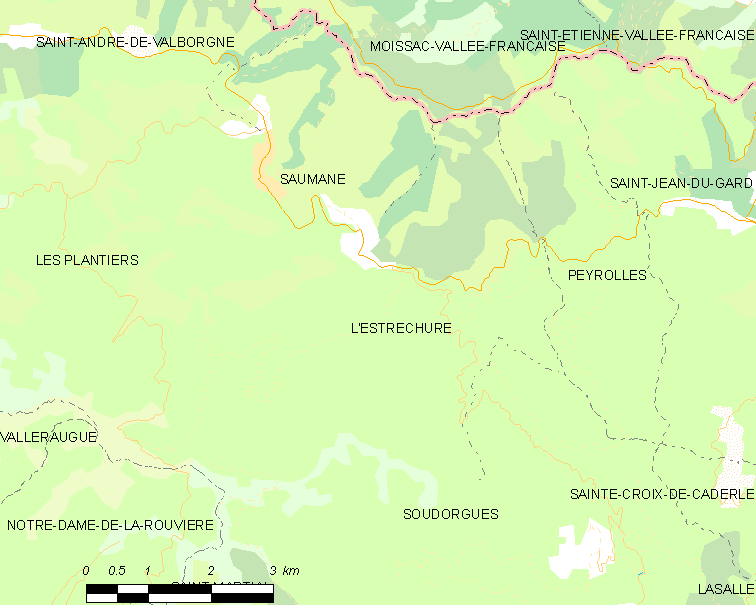
莱斯特雷许尔的OSM定位图

莱斯特雷许尔的时区为UTC+01:00、UTC+02:00（夏令时）。

## 行政
莱斯特雷许尔的邮政编码为30124，INSEE市镇编码为30108。

## 政治
莱斯特雷许尔所属的省级选区为勒维冈县。

## 人口

1962-2008年间莱斯特雷许尔人口变化图示

莱斯特雷许尔于2022年1月1日时的人口数量为152人。